# Isla Segunda
La isla Segunda (en inglés: Second Island) es la de mayor tamaño de las islas del Pasaje en las islas Malvinas. Se localiza al oeste de Gran Malvina, al norte de la isla San Julián y al este de la isla Tercera, entre la bahía San Julián y la bahía 9 de Julio. La roca Vela se encuentra en su extremo sureste.